# Darlington (stacja kolejowa)
Darlington (ang: Darlington railway station) – stacja kolejowa w Darlington, w hrabstwie Durham, w Anglii, w Wielkiej Brytanii. Stacja położona jest na East Coast Main Line, 373 km na północ od London Kings Cross. Przewoźnikiem zarządzającym stacją jest East Coast, a obsługują ją także Northern Rail, CrossCountry oraz First TransPennine Express. Stacja została uznana za zabytek.
W okresie od kwietnia 2021 do marca 2022 z usług stacji skorzystało 2 075 056 pasażerów.